# 拉关查
拉关查（西班牙語：La Guancha），是西班牙加那利群岛圣克鲁斯-德特内里费省的一个市镇。总面积24平方公里，总人口5426人（2017年），人口密度228人/平方公里。该地名与原住民关切人有关。

## 人口
| 拉关查                  |
|                         |
| {来源：加那利群岛统计局 |

## 图集

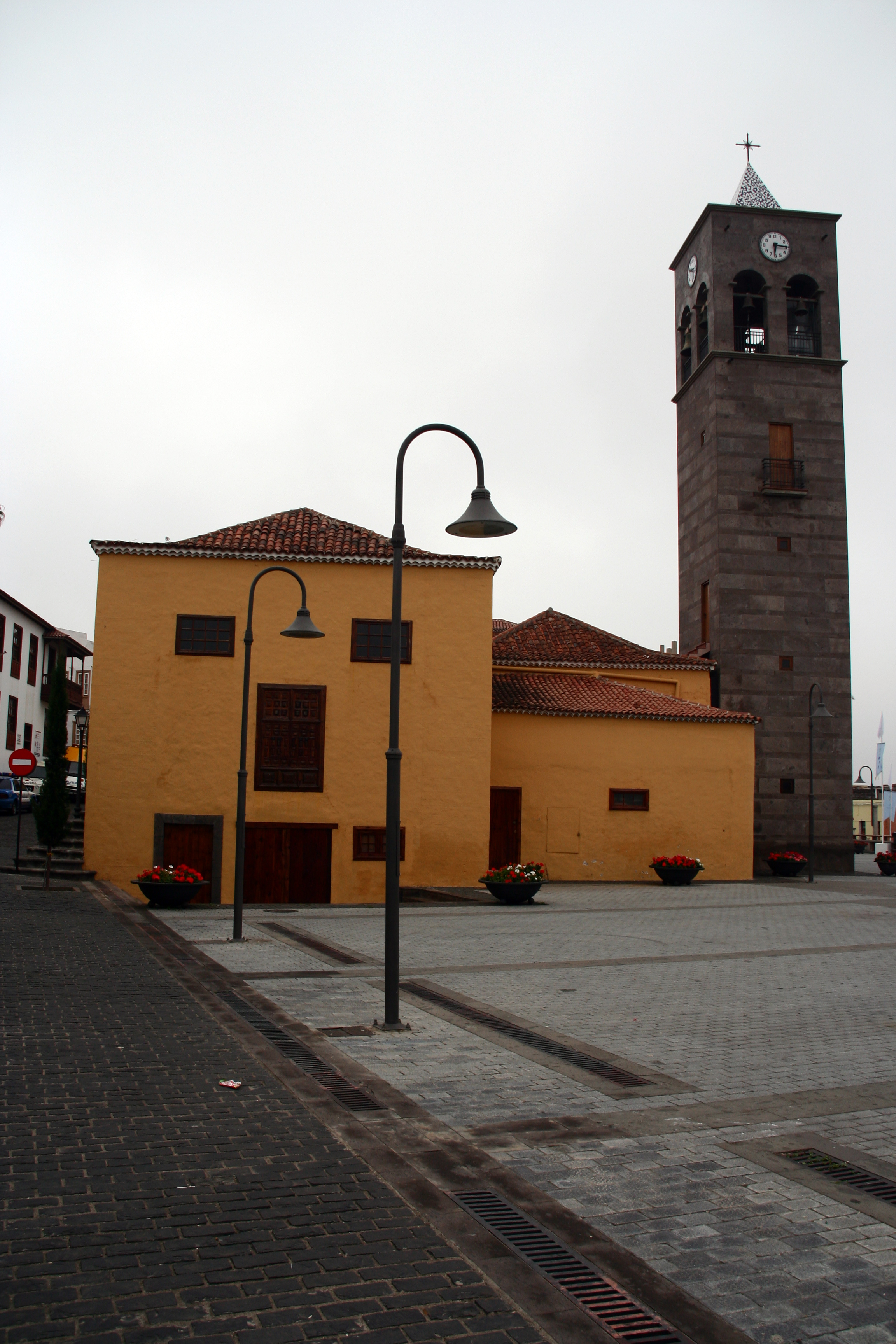
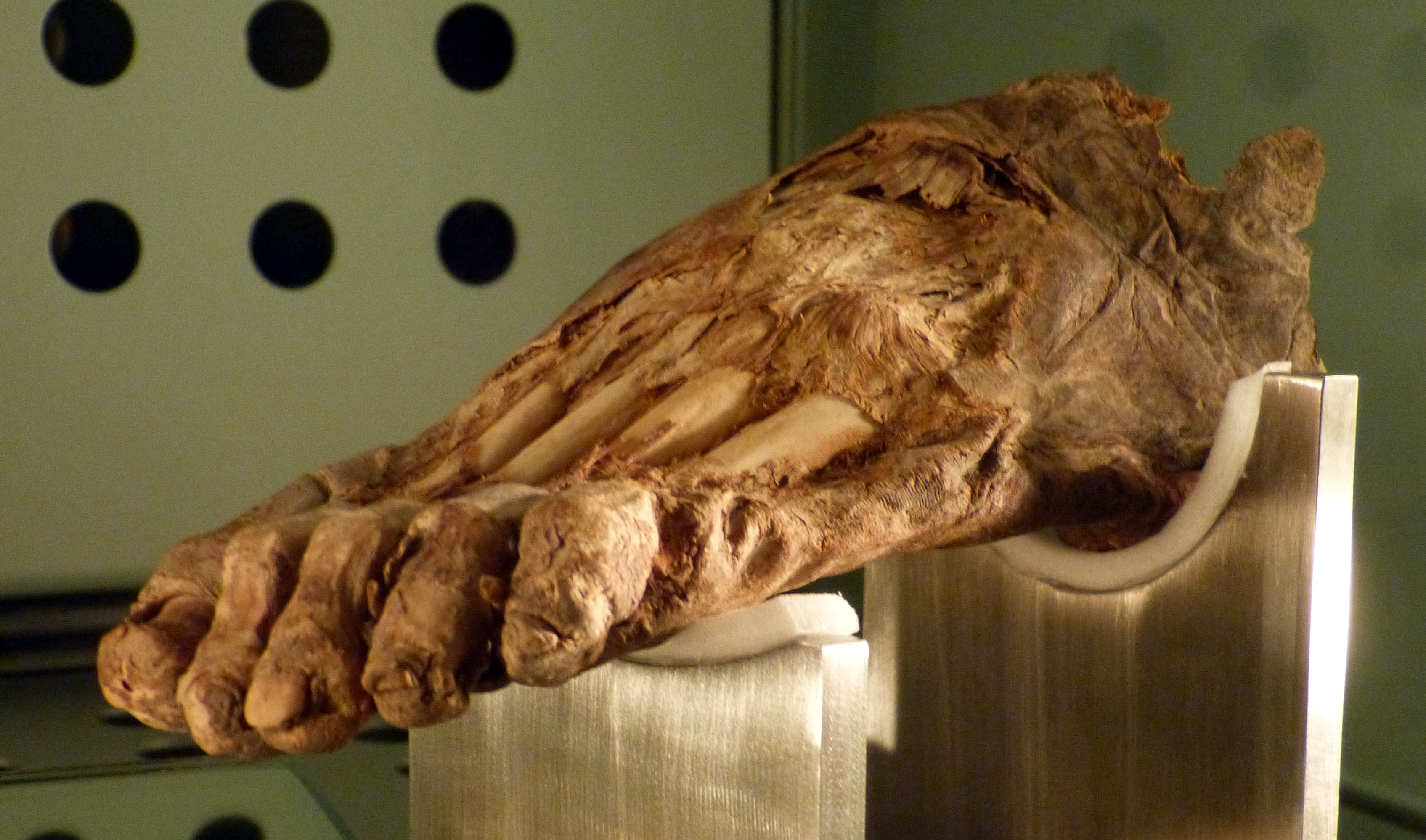
自然与人类博物馆展出的木乃伊人脚，出自拉关查